# Stazione di Badoere-Levada
Stazione di Badoere-Levada 1945-ben bezárt vasútállomás Olaszországban, Veneto régióban, Badoere településen.

## Vasútvonalak
Az állomást az alábbi vasútvonalak érintették:
- Treviso-Ostiglia-vasútvonal

## Kapcsolódó állomások
A vasútállomáshoz az alábbi állomások vannak a legközelebb: 
- Stazione di Trebaseleghe (1941)
- Stazione di Quinto di Treviso